# Louis Charles Parisot
Louis Charles Parisot (Belfort, 19 de septiembre de 1820 - Nancy, 21 de abril de 1890) fue un naturalista francés.
Hizo sus estudios en Belfort, diplomándose en Farmacia. Y se interesa en Zoología, Botánica y principalmente en Geología.
Fue consejero municipal en 1860 de Belfort, luego alcalde adjunto y finalmente alcalde de la ciudad de 1872 a 1880, y de 1884 a 1887. 
Miembro de la "Sociedad de Emulación del Doubs, en 1855, participando de la fundación de la "Sociedad belforteña de Emulación en 1872, que dirigiría en 1881.

## Fuente
- André Charpin, Gérard-Guy Aymonin. 2004. Bibliografía selectiva de las Floras de Francia. V. Noticias biográficas sobre los autores citados : P-Z y complementos. Le Journal de Botanique de la Société botanique de France, 27 : 47-87. Memorias de la Sociedad de Emulación de Doubs, 1880, p. 369

- Traducción del Art. en lengua francesa de Wikipedia.

- La abreviatura «Parisot» se emplea para indicar a Louis Charles Parisot como autoridad en la descripción y clasificación científica de los vegetales.[1]